# Gisele Bündchen
Gisele Caroline Bündchen (Horizontina, Rio Grande do Sul, 20 de juliol de 1980), és una supermodel i actriu ocasional brasilera.

## Biografia
Va néixer en la localitat brasilera de Três de Maio a l'estat de Rio Grande do Sul, però es va criar a Horizontina, al mateix estat. És filla de Valdir i Vânia Bündchen, ambdós brasilers descendents d'alemanys i de portuguesos. Gisele té cinc germanes: Raquel, Graziela, Patricia, Gabriela i Rafaela. La seva germana Patrícia és bessona. En la seva època d'estudiant, Gisele era tan prima que els seus amics la cridaven Olívia Palito, (comparant-la amb la núvia de Popeye), també somaliana (en portuguès, comparant-la amb una famèlica somalí) i Saracura (una au semblant a la cigonya). A Gisele li agradava jugar a voleibol i volia ser una jugadora professional de l'equip brasiler Sogipa. Als tretze anys, Gisele va ser descoberta per un agent de models de Dilson Stein quan ella estava menjant una hamburguesa en un restaurant de McDonalds. Quan la van entrevistar, ella va aclarir que no coneixia res del món de la moda i les models, i que en tenia un mal concepte.
A l'agost d'aquest mateix any, una agent va persuadir Gisele amb enganys que abandonés un partit de voleibol per a endur-se-la a un concurs de modelatge. Gisela va assolir ser una de les cinc finalistes que van ser convidades per Dilson Stein, juntament amb altres noies, a altre important concurs a Sao Paulo, organitzat per Elite de Brasil i que se celebraria al maig de 1994, per a presentar-les als agents. Obtingué el segon lloc d'aquest concurs, perdent davant Claudia Menezes. Gisele va participar en el concurs mundial d'Elite i va quedar en el quart lloc, i en una altra versió en el sisè.
A despit de la seva bellesa, els agents li criticaven el seu gran nas. Sent adolescent, Gisele es va mudar a Nova York per a debutar a la New York Fashion Week, fou un èxit i la van acceptar immediatament en el món del modelatge.

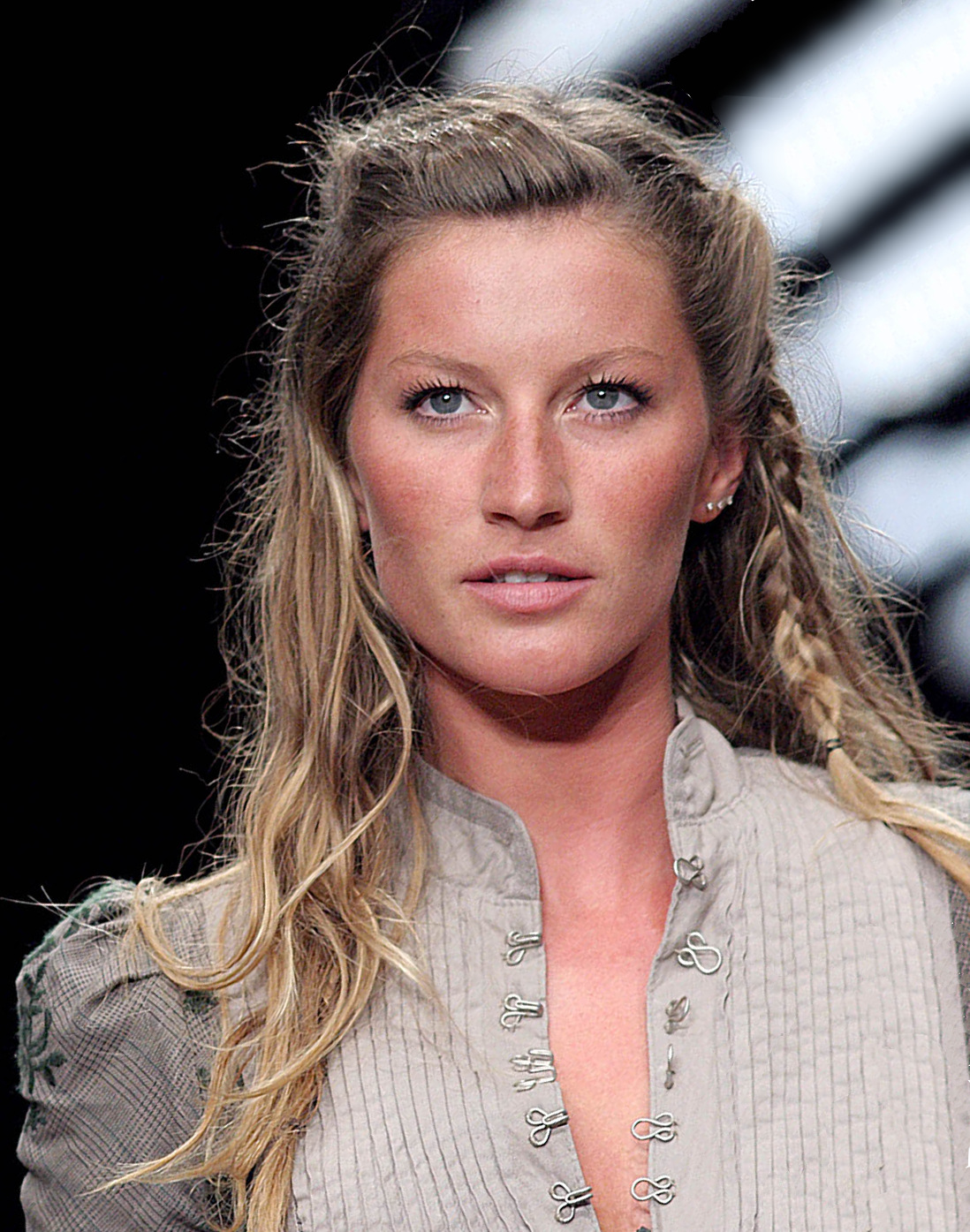
Desfilant al Fashion Rio Inverno, el 2006

Gisele ha fet de model per a les cases: Valentino, Zara, Bvlgari, Tommy Hilfiger, Chloe, Celine, Versace, Christian Dior, Michael Kors, Ralph Lauren, Victoria's Secret, i Dolce & Gabbana. També ha aparegut en les revistes: Allure, Marie Claire, Vogue dels Estats Units, Vogue Itàlia, Harper's Bazaar, Arena, i Rolling Stone.
Malgrat estar per sota del seu pes normal, la figura de Gisele es considera voluptuosa. La revista Vogue va fer el comentari que el seu cos marca la tornada de la model sensual, i el final de les models molt primes semblants a Kate Moss. En el 2000, els seus ingressos anuals van anar de vuit milions de dòlars i guanyava entre 7.000 i 15.000 dòlars per hora per qualsevol presentació. La revista Rolling Stone li va atorgar el premi de la model de l'any i l'ha nomenat La noia més bufona del món. Gisele ha estat amfitriona dels premis de moda VH1 i ha aparegut en el programa nocturn Late Night amb Conan O'Brien. Ex xicota de Leonardo DiCaprio. La seva mascota és un gos, Vida. Abans de DiCaprio va tenir un romanç amb el model Scott Barnhill, el magnat brasiler Joo Paulo Diniz i l'actor Josh Hartnett. Després del seu romanç amb DiCaprio l'han involucrat sentimentalment amb el millor surfista del món, Kelly Slater.